# Replonges
Replonges ([ʁə.plɔ̃ʒ]) es una comuna francesa situada en el departamento de Ain, de la región de Auvernia-Ródano-Alpes. Es la cabecera y mayor población del cantón de su nombre.
Los habitantes se llaman Replongeards y Replongeardes.

## Geografía
Está ubicada en la región natural de Bresse y el valle del río Saona, a 4 km al este de Mâcon y 29 km al oeste de Bourg-en-Bresse.

## Demografía
| 1 590 | 1 775 | 1 873 | 2 187 | 2 440 | 2 610 | 2 687 | 2 845 | 3 028 | 3 500 | 3 717 |
| Para los censos de 1962 a 1999 la población legal corresponde a la población sin duplicidades (Fuente: INSEE [Consultar]) |       |       |       |       |       |       |       |       |       |       |